# Endrina (plaguicida)
La endrina es un ciclodieno insecticida usado en algodón, maíz, arroz. También actúa como avicida y como rodenticida, y usado en el control de ratas y ratones. 

## Propiedades
Es un sólido, color crema hacia blanco, sustancia inodora. Se funde y descompone a 200 °C. Es moderadamente soluble en benceno y en acetona, poco soluble en alcohol, álcali, y en xileno, e insoluble en agua. También se lo conoce 
como Mendrin, o Compound 269.

### Usos
El uso de la endrina está restringido por ley en muchos países.
La mayor parte de su uso (80 %) era en spray para control de pestes de insectos del algodón. Se usó en arroz, y también en caña de azúcar, y limitadamente en cultivos de grano y remolacha, y en Australia en tabaco y coles. Ocasionalmente usado en cebada para control de roedores, rociándose el suelo debajo de las plantas en otoño y en primavera, a veces en solución con aceite mineral. En tratamientos de semillas, se lo usaba en semillas de algodón en EE. UU., y semillas de porotos en Australia.
La endrina es un estereoisómero de la dieldrina y estructuralmente similar a la aldrina.
ClC1(Cl)C2(Cl) [C@@](C4C5C(O5) C3C4)([H])[C@]3 ([H])C(Cl) 1C(Cl)=C2Cl
Es absorbida por los sedimentos del agua. Puede bioacumularse en tejidos, particularmente en los grasos, de organismos viviendo en agua. Algunas estimaciones indican que la vida media en suelo es de más de 10 años. Es muy tóxico para los organismos acuáticos, peces, invertebrados acuáticos, y en el fitoplancton. 
El envenenamiento agudo de la endrina en humanos afectan primariamente el sistema nervioso. Alimento contaminado con Endrina causa severos daños por envenenamiento en la vida silvestre, y especialmente afecta a los niños. 
Comparando con Dieldrina, el grado de persistencia de la Endrina en organismos es baja, debido a su rápida excreción en bilis. Y eliminada principalmente por las heces. 

## Efectos sobre la salud y el medio ambiente
Es un plaguicida prohibido, por el Convenio de Róterdam, para todo uso. 
La endrina fue excluida de la lista de sustancias activas autorizadas para el uso en productos de protección de plantas en 1969. Prohibida la producción, uso y comercialización de todos los productos de protección de plantas que contengan endrina de acuerdo a la lista anual adoptada de ingredientes activos prohibidos para el uso en productos de protección de plantas bajo el Acta de Protección de Plantas desde 2003. Está designada como un producto químico CFP. 
El motivo de la prohibición guarda relación con la salud humana y el medio ambiente.

### Peligros y riesgos conocidos respecto a la salud humana
La endrina es un insecticida organoclorado. Es altamente tóxica y puede ser peligrosa para los seres humanos, si es manipulada incorrectamente o sin cuidado. 
Es por tanto esencial que se observen las correctas precauciones durante su manipulación y uso. La endrina es rápidamente absorbida y tóxica por boca, por contacto con la piel y por inhalación. Si una persona llegara a utilizar de forma indebida y/o irresponsable, puede llegar a conducir a la muerte.
Actúa como un estimulante del sistema nervioso central. Se ha reportado que una dosis oral de 0,25 mg/kg peso corpóreo, causa convulsiones en los seres humanos. Los síntomas pueden aparecer entre 20 min. y 12 h sucesivamente a la ingestión accidental o exagerada sobre exposición, y pueden incluir dolor de cabeza, mareo, náusea, vómito, debilidad en las piernas y convulsiones, conduciendo a veces a la muerte. 
Los compuestos organoclorados pueden causar depresión respiratoria y también sensibilizar el 
corazón a catecolamina endógena, dando lugar a arritmia cardiaca y, en casos de exposición severa, a fibrilación ventricular y arresto cardiaco. La depresión respiratoria puede dar lugar a acidosis metabólica, y, si necesario, deberían controlarse los gases en la sangre. Se recomienda el uso de una pantalla ECG si los síntomas son graves.
Efecto previsto de la prohibición en relación con la salud humana: Reducción de la exposición a la endrina para los trabajadores y consumidores.

### Peligros y riesgos conocidos respecto al medio ambiente
La endrina es altamente tóxica para las especies animales acuáticas, especialmente peces, fitoplancton y otros organismos. Se bioacumula rápidamente en peces, pero esto desaparece rápidamente cuando se interrumpe la exposición. No persiste por largos periodos en el agua, pero puede persistir en los sedimentos. 
La endrina no muestra efectos significativos en los microorganismos del terreno: concentraciones entre 10, 100 o 1000 mg/kg del terreno no tienen efecto en la descomposición de la materia orgánica, desnitrificación, metanogénesis, reducción del sulfato, o en la evolución del dióxido de carbono bajo condiciones anaeróbicas.
Persistente en el medio ambiente por su insolubilidad en el agua, alta solubilidad en las grasas, absorción en la materia particulada y resistencia a la degradación química, física y microbiológica.
- En el aire se asocia principalmente con materia particulada, pero pueden existir pequeñas cantidades en la fase de vapor, reaccionando con radicales hidroxilo con una vida media de 1,45 horas y foto degradándose a γ-cetoendrina con una vida media de 7 días.
- Se absorbe fuertemente al terreno, donde queda inmóvil y persiste con una vida media de 12 años. Puede haber pérdidas a las aguas subterráneas bajo ciertas condiciones. Pueden volatilizarse pequeñas cantidades del suelo y/o terminar en el aire por partículas de polvo.
- No se hidroliza ni biotransforma en el agua y la vida media puede variar desde 16 semanas a muchos años. Se absorberá extensivamente en el sedimento.

Los factores de bioacumulación (FBA) para la endrina varían desde 2.720 a 12.600 con FBA para el
pez desde 1.335 a 10.000; los FBA para Niveles Tróficos 3 y 4 son 15.033,47 y 13.048,54,
respectivamente; los valores para la magnificación ecológica en peces y caracoles son 1.335 y 49.218 respectivamente; y los valores para el índice de biodegradabilidad en peces y caracoles son 0,009 y 0,0124 respectivamente.
Cuando se usaba, la endrina entraba en la cadena alimenticia de los mamíferos, aves, peces y otras materias vivas. Es extremadamente tóxica para aves, peces y otras especies acuáticas, y tóxico para las abejas. Como otros insecticidas organoclorados, la endrina influirá negativamente en el proceso de reproducción de las aves por intoxicación aguda, mortal y delgadez del cascarón.